# Alagoinha do Piauí
Alagoinha do Piauí là một đô thị thuộc bang Piauí, Brasil. Đô thị này có diện tích 448,101 km², dân số năm 2007 là 7439 người, mật độ 16,6 người/km².